# Aloe mudenensis
Aloe mudenensis é uma espécie de liliopsida do gênero Aloe, pertencente à família Asphodelaceae.